# 団時朗
団 時朗（だん じろう、1949年〈昭和24年〉1月30日 - 2023年〈令和5年〉3月22日）は、日本の俳優。旧芸名は、団 次郎や団 次朗（いずれも読みは同じ）。本名は村田 秀雄（むらた ひでお）。
京都府京都市出身。平安高等学校卒業。生前はアルファエージェンシーに所属していた。

## 来歴
イギリス系アメリカ人の父と小唄の師匠である日本人の母の間に生まれたハーフ。
1966年、母が知り合いである大映の三隅研次監督に頼み、勝新太郎主演の『酔いどれ博士』の端役で俳優デビュー。同年に髙島屋と提携したピエール・カルダンのスーツを一度に3着購入するほどファッションへの想いが強かったことからも、1967年3月に平安高等学校を卒業するとただちに上京し、セントラルファッションに所属する。同年5月に前田美波里と共演した資生堂サンオイルのテレビCM、続いて出演した同社の男性化粧品「MG5」のテレビCMにより華やかな脚光を浴び、スターの座についた。
1968年、日活映画『わが命の唄 艶歌』に出演。それまでは本名で活動していたが演歌歌手の村田英雄と同音異字だったことからも、同作品での役名「団 次郎」をもらって芸名とする。同年6月には、日本クラウンより「バラの恋」で歌手デビュー。
俳優としては、1970年の『江戸川乱歩シリーズ 明智小五郎』への出演を皮切りに本格的な活動を開始すると、1971年には円谷プロのウルトラシリーズ『帰ってきたウルトラマン』で主人公・郷秀樹を演じて子供たちの人気を一身に集めた。そのほか、1974年には日本現代企画の『スーパーロボット マッハバロン』、1981年の東映不思議コメディーシリーズ『ロボット8ちゃん』といった特撮テレビドラマにもレギュラー出演した。なお、『少年探偵団』では怪人二十面相を演じ、最終回では正体が演者の団その人という奇抜な演出がなされている。
俳優として低迷期を迎えた時期もあったが、舞台に活路を見出して以降はミュージカルからストレートプレイまで広く活動し、福田陽一郎、坂東玉三郎、栗山民也らに起用され、キャリアを積み重ねた。
映画では、筒井康隆の戯曲を映画化した『スタア』（1986年）で、プレイボーイのスター役を印象的に演じた。
1984年、姓名判断により「団 時朗」に改名。
2017年夏に肺がんの診断を受けてからも、ひそかに治療を受けつつ俳優活動を続けてきたが、2022年末に体調が悪化して2023年3月22日午前4時14分に東京都内の病院にて死去。74歳没。生涯独身だったことからも、最期は親族とアルファエージェンシー代表に看取られた。同年3月24日、円谷プロから「ウルトラの星へと旅立たれた」との追悼文が公式Twitterにて発表されたほか、『帰ってきたウルトラマン』の次作『ウルトラマンA』でウルトラマンAに変身する北斗星司を演じた高峰圭二からも無念を吐露する追悼文が個人Twitterにて発表された。

## 人物・エピソード
- 幼い頃はバービーと呼ばれていたが、5歳の時に自分で「ヒデオ」という名前をつけ、後に「秀雄」と漢字を当てた[17]。
- 平安高等学校在学中は、長身を活かしてバスケットボールをやっていた[18]。
- 1991年に雑誌『B-CLUB』の特集で行われた京本政樹との対談では、他のシリーズでは「ウルトラセブン」などの正式名称があるが、自身が演じた「帰ってきたウルトラマン」には「自分のだけが名前がない」と言及し、京本が「一応ジャックという名前がある」と応えると、「（ジャックという名前に対して）後からつけられてもしょうがないし、ピンと来ない」と述べている[19]。
- 『ウルトラセブン』のモロボシ・ダンを演じた森次晃嗣のシャンソンCD発売の際、ウルトラ4兄弟=ダンディー4の集合時に「子供のころのヒーローと言えば？」という問いに、黒部進（=初代ウルトラマン）だと答えた。森次とは『帰ってきたウルトラマン』で共演以降も親交があり、（団が）森次の家を訪れた際、家にある酒をカラにして帰ることがよくあったという[20]。また、『帰ってきたウルトラマン』当時は、子どもの夢を壊してはいけないからと、プロデューサーの円谷一から飲酒を止められていたという[21]。
- 2009年には、舞台で多数の競演を行っている黒柳徹子とのデートが報じられる。黒柳によると舞台『ベッドルーム・ファンタジー』の舞台稽古に際しての食事会であり、団のほかに田山涼成も同席していたことを明かしたうえ、「でも、嬉しいって思いました」と大人の対応をしている[22]。
- 2013年、自主映画『蒼き天狗の夜に。』上映のアフタートークに特別ゲストとして登壇した。若手俳優・スタッフへの激励、故郷京都での映画の原体験などを語った[23]。
- 2021年7月4日、自身が主演した「帰ってきたウルトラマン」誕生50周年を記念した特別生配信『帰ってきた団時朗と仲間たち〜君にも見えるウルトラの配信〜』にて主催を務める。旧交を温めてきた榊原るみ、西田健、きくち英一とのトークセッションを始め、変身ポーズを披露するなど様々な企画が進行され、50周年を大いに盛り上げた。

## 出演

### テレビドラマ

#### NHK
- 新宿鮫 毒猿（1997年）
- 帰ってきたロッカーのハナコさん 第10 - 12話「北浦華子 しくじる!?」（2003年） - 福武副社長
- 浪花の華〜緒方洪庵事件帳〜 第3回「闇の守護神（2009年） - 調所広郷
- 白洲次郎 第3回「ラスプーチンの涙」（2009年） - 笹原
- 大河ドラマ
  - 龍馬伝 第1回「上士と下士」（2010年） - 柏原綱道
  - 軍師官兵衛 （2014年） - 赤松政秀[5]
- 連続テレビ小説
  - カーネーション（2011年） - 紳士服「ロイヤル」店主[5]
  - べっぴんさん（2016年） - 根本
  - まんぷく（2018年） - 大鳥勘一
- TAROの塔 最終回「芸術は爆発だ!」（2011年） - 外務省代表
- 銀二貫（2014年） - 松葉屋藤三郎
- ザ・プレミアム / 京都人の密かな愉しみ, 同 Blue 修業中（2015年 - 2022年5月28日） - 洛志社大学教授 エドワード・ヒースロー ※遺作[7]
- 赤ひげ（2017年） - 石庵
- 真夜中のスーパーカー（2018年） - リカルドの祖父
- ピュア! 〜一日アイドル署長の事件簿〜（2019年） - 木下吉太郎
- ゾンビが来たから人生を見つめ直した件（2019年）-編集者
- 黄色い煉瓦〜フランク・ロイド・ライトを騙した男〜（2019年） - 久田吉蔵
- シリーズ・江戸川乱歩短編集Ⅳ『少年探偵団』(2021年) - 中村係長刑事

#### 日本テレビ
- 姫君捕物控（1972年） - 天一坊
- ワイルド7 第11話「200KH/M心中」（1972年） - 次郎
- スーパーロボット マッハバロン（1974年 - 1975年） - 村野博士
- 少年探偵団（1975年 - 1976年） - 怪人二十面相
- 姿三四郎 第22話「明暗」（1979年）
- 大激闘マッドポリス'80 第5話「シンジケートの女」（1980年） - 高樹健二
- 母たることは地獄のごとく 炎の女・澤田美喜（1981年7月8日） - ジョージ
- 太陽にほえろ! 第531話「マグナム・44」（1982年） - ロイ・マキ
- 火曜サスペンス劇場
  - 密室航路 偽りのハネムーン! 女の虚栄が殺しを招く（1983年）
  - 私の青春売ります（1988年）
  - 事件記者2（1999年） - 和久井義則
- 星雲仮面マシンマン 第21話「雨雨降れ降れ」（1984年） - 怪盗ソルトマ
- あぶない刑事 第42話「恐怖」（1987年） - 豹藤彰
- もっとあぶない刑事 第19話「役得」（1989年） - 佐久間
- 木曜ゴールデンドラマ
  - 金のなる木に花は咲く（1990年）
  - 金のなる木に花は咲く2（1991年）
- 刑事貴族2 第1話「ファジーでハードでホットな奴ら」（1991年） - 秋葉義隆
- ドラマシティー'92 / 恋人たちのターミナル（1992年）
- 夜に抱かれて（1994年） - 柿崎昇
- ザ・シェフ 第7話「復讐鬼の女料理人・魔のデザート菓子対決!!」（1995年）
- 金田一少年の事件簿 第3シリーズ「幽霊客船殺人事件（前後編）」（2001年） - 鷹守郷三
- 向井荒太の動物日記 〜愛犬ロシナンテの災難〜第6話「教授の不倫愛発覚!! 競走馬の宿命」（2001年）
- 愛してたって、秘密はある。（2017年） - 義家正憲
- イノセンス 冤罪弁護士（2019年） - 乗鞍権三郎

#### TBS
- キイハンター
  - 第133話「私の首を返して頂だい」（1970年）
  - 第154話「サギ師の皆さま ふところにご用心!」（1971年）
- ウルトラシリーズ
  - 帰ってきたウルトラマン（1971年 - 1972年） - 主演・郷秀樹
  - ウルトラマンA 第10話「決戦! エース対郷秀樹」（1972年） - ニセ郷秀樹（アンチラ星人）
  - ウルトラマンタロウ - 郷秀樹 
    - 第33話「ウルトラの国 大爆発5秒前!」（1973年）
    - 第34話「ウルトラ6兄弟 最後の日!」（1973年）
    - 第52話「ウルトラの命を盗め!」（1974年）

  - ウルトラマンレオ 第34話「ウルトラ兄弟 永遠の誓い」（1974年） - 郷秀樹
  - ウルトラマンメビウス（2007年） - 郷秀樹
    - 第45話「デスレムのたくらみ」
    - 第50話（最終話）「心からの言葉」
- 刑事くん 第36話「湖より愛をこめて」（1972年） - 庵
- 白い滑走路（1974年） - 吉野宏
- 水曜ドラマスペシャル / 子連れ刑事（1985年）
- 月曜ドラマスペシャル
  - スキャンダルを追え!（1991年）
  - あの声は悪魔の囁き（1995年）
  - 東京に殺された女（1996年）
- 夏の嵐!（1992年） - 室岡鉄男
- 友達の恋人（1997年） - 松苗良一
- ケイゾク 第4話「泊まると必ず死ぬ部屋」（1999年）
- 月曜ミステリー劇場 / 人情質屋の事件台帳 激安商法殺人事件!（2001年）
- Hammerhead（2001年、BS-i） - クラウス 役
- きみはペット 第1話「美少年の飼い方」（2003年） - 浜崎外報部長
- うさぎたちのもちつき（2008年、ネットシネマ.TV） - 団田義弘
- 執事喫茶にお帰りなさいませ（2009年） - 黒美崎
- 月曜ゴールデン
  - サスペンス特別企画 / 夜の終る時（2007年） - 野見山
  - 税務調査官・窓際太郎の事件簿 第19作（2009年） - 秋津修太郎民自党代議士
  - 女タクシードライバーの事件日誌 第5作（2010年） - 江藤誠
- 水戸黄門 第42部 第14話「命を張った弥七の度胸 -松江-」（2011年） - 勝部靫負
- ランナウェイ〜愛する君のために 第5話「あいつが裏切った!! 封印された謎を追う元刑事の意地…」、第6話「遂に衝撃の逮捕!? 炎の復讐に隠された悲しい家族の絆…」（2011年） - 津上
- MONSTERS（2012年） - 徳平國男
- 病室で念仏を唱えないでください (2020年)  - 円明

#### フジテレビ
- 東映不思議コメディーシリーズ
  - ロボット8ちゃん（1981年 - 1982年） - 青井博士
  - バッテンロボ丸（1983年）
    - 第29話「ボクは天才コック長」 - 食堂のマスター
    - 第51話「ロボ丸よまた会う日まで」 - マンマル星大統領

  - ペットントン 第21話「獣医さんはピカピカ美青年」（1984年） - イトウ先生
  - 美少女仮面ポワトリン 第19話「涙の新兵器」（1990年） - ザ・悪魔の商社
- 月曜ドラマランド
  - いじわる看護婦（1983年）
    - 長谷川町子のいじわる看護婦3
    - 長谷川町子のいじわる看護婦4

  - 奥さまは魔女（1984年）
- 熱くなるまで待って! 第4話（1987年）
- 藤子不二雄の夢カメラ 第3話「もしもカメラ」（1988年）
- こまらせないで! 第2話「あぶない商売?!」（1989年）
- 岡っ引どぶ 第6話「出湯の里殺人事件」（1991年）
- あなただけ見えない 第1話「愛と欲望の果てに」、第2話「殺したいほど好き」（1992年）
- 世にも奇妙な物語 冬の特別編 / ロンドンは作られていない（1992年）
- 愛と疑惑のサスペンス / いのちの誘拐（1994年） - 医師
- 正義は勝つ（1995年） - 岩淵芳彦
- 木曜の怪談'97 / 魔法じかけのフウ（1997年）
- 傷だらけの女 第7話「悪い女」（1999年） - 黒木達夫
- 隠密奉行朝比奈 第2シリーズ 第9話「長戸 森に潜む魔人」（1999年） - 花村伝兵衛
- 花村大介 第1話「人生は気合いとハッタリだ!!」、第2話「ウソの写真 手錠の謎」（2000年） - 大山博之
- ウエディングプランナー SWEETデリバリー第9話「祝転職」、第10話「別れ道」（2002年）
- ショムニFINAL 第9話「OL刑事の迷推理」（2002年） - 順風商事社長
- ダイヤモンドガール 第2話「いい女の条件」（2003年） - 吉田剛社長 役
- 金曜エンタテイメント / 松本清長スペシャル・黒い樹海（2005年） - 鶴巻完造
- 花嫁とパパ 第1話「お互い大好き父娘」（2007年） - 小滝社長
- 泣かないと決めた日 第6話「負け犬の逆転」（2010年） - 立花和也
- もやしもん 第2話「能力」（2010年） - 長谷川
- 金曜プレステージ
  - 特別企画 / 目線（2010年） - 堂島新之助
  - 森村誠一・女のサスペンス マリッジ（2012年）
- 不毛地帯（2009年 - 2010年） - 安蒜公一
- 金田一耕助VS明智小五郎ふたたび（2014年） - 橘医師
- 信長協奏曲 第1話「高校生が戦国へ!? スニーカーで生き延びろ!! 戦国で見つける青春、友情、どきどき、恋」（2014年） - 織田信秀
- モンタージュ 三億円事件奇譚（2016年） - ハリー・スタンレー 役
- 真昼の悪魔 第6話「復讐」（2017年） - 大塚陽一 役

#### テレビ朝日
- 特別機動捜査隊
  - 第435話「一郎とマリ」（1970年） - 伴一郎
  - 第641話「裸の街 東京」（1974年） - 健吉
  - 第654話「矢崎班 緊急出動せよ」（1974年） - 大塚仁史
- 爆走! ドーベルマン刑事 第11話「挑戦・目黒の赤い星!」（1980年） - 白バイ警官
- ザ・ハングマンシリーズ
  - ザ・ハングマン 第36話「恐怖の処刑 空中引き回し」（1981年） - 浅野信一郎
  - ザ・ハングマンII 第27話「癌殺人の恐怖!! 人体実験の女を救え」（1982年） - ジョージ・アンダーソン
  - 新ハングマン 第4話「兵隊を輸出する悪ガードマン会社」（1983年） - マイケル北山
  - ザ・ハングマン6 第3話「胃袋パンクまで水を飲ませろ!」（1987年） - 柄本
- 新・女捜査官 第4話「秘密の夜はを買う美人女医」（1983年）
- 西部警察 PART-III 第7話「"大将"がやってきた!」（1983年） - 密輸組織の男
- ベイシティ刑事
  - 第2話「ヨコハマに消えた女」（1987年）
  - 第19話「復讐…」（1988年） - 山脇
- 土曜ワイド劇場
  - うわさの女派遣秘書（1987年）
  - 名探偵・由利麟太郎 蝶々殺人事件（1998年） - 原総一郎
  - 鉄道捜査官4 愛と哀しみの飯田線（2004年） - 青柳恒夫
  - 明智小五郎VS金田一耕助（2005年） - 三枝警視監
  - 新聞記者・鶴巻吾郎 第1作（2006年） - 大友正博
  - 西村京太郎トラベルミステリー 上野駅13番線ホーム（2009年） - 小池慎太郎
  - スペシャリスト3（2015年） - 天谷隆治
  - 土曜プライム / 事件17 大富豪の夫を殺した女! 空白の一時間に何が?（2016年） - 鳥居武文
- 火曜ミステリー劇場 / 十津川警部の対決（1991年）
- 代表取締役刑事 第28話「人間の絆」（1991年）
- 裏刑事-URADEKA- 第7話「30億の誘拐! 消えた女友達」（1992年） - 投資研究社代表・新藤恒夫
- お天気お姉さん2 リョーコPriPri（1997年） - 真田制作部長
- てっぺん 第10話「ついに決戦の時が来た」（1999年） - 島津
- 天国のKiss（1999年） - 尾崎公一
- 京都迷宮案内 第2シリーズ 第4話「月曜日の女の秘密! 老舗旅館に潜む殺意」（2000年）
- スーパー戦隊シリーズ
  - 忍風戦隊ハリケンジャー （2002年） - 霞一鬼 
    - 巻之十五「タガメと争奪戦」 - 巻之十八「父と兄弟の絆」
    - 巻之三十八「魔剣とふうせん」

  - 騎士竜戦隊リュウソウジャー（2019年） - リュウソウ族の長老 [24]
- 京都鴨川東署迷宮課・おみやさん第4話「時効直前 殺意に秘められた美しき白い肌」（2002年） - 繁澤虎次郎
- 子連れ狼
  - 第1部  第1話「斬れぬもの、父子の絆!」（2002年） - 筧源佐衛門
  - 完結編 第5話「仇討ちの男と女! 愛と偽りの逃避行!!」（2004年） - 矢倉兵部
- 天罰屋くれない 闇の始末帖 第8話「悲しき10代の反抗! 殺しの罠と母の着物…」（2003年） - 熊蔵
- 特命係長・只野仁 1stシーズン 第1話「問題社員」（2003年） - 浦木経理部長
- ああ探偵事務所 第5話「のぞき最前線! Hなお嬢様を狙え」（2004年） - 杉浦
- 霊感バスガイド事件簿 第2話「心中無縁仏」（2004年） - 結城直道
- 新・京都迷宮案内2 第2話「闇に消えた客! 取材拒否の店」（2004年） - 梶山重雄
- 7人の女弁護士 第2話「銀座No.1ホステス殺人事件」（2006年） - 安田史郎
- 富豪刑事デラックス 最終話「魔術師の富豪刑事」（2006年） - アマテラス三上
- 遠山の金さん 第9話「さらば金さん!! 暴かれた奉行の正体…白熱の最後の白州」（2007年） - 黒兵衛
- 必殺仕事人2007（2007年） - 加賀谷番頭 増吉
- パズル Piece6「死者からの手紙! 血染めの人形」（2008年） - 黒川オーナー
- 松本清張生誕100年スペシャル 夜光の階段（2009年） - 波多野伍一郎
- メイド刑事 Mission 3「天才女優をボディーガードせよ!」（2009年） - 吉本啓太郎
- 新・警視庁捜査一課9係 第8話「殺人歌姫」(2009年) - 西社長
- 警視庁失踪人捜査課 第6話「消えた花嫁!」（2010年） - 名村公
- 警部補 矢部謙三（2010年） - 郷秀帰
- Dr.伊良部一郎 最終話「最強の患者…伝説の刑事が復活!!」（2011年） - 佃慎也
- 相棒
  - season11第1話「聖域」（2012年） - 小日向貞穂
  - season18第1話 - 第2話「アレスの進撃」、「アレスの進撃〜最終決戦〜」（2019年） - 甘村井留加
- ダブルス〜二人の刑事（2013年） - 大崎浩三
- TEAM -警視庁特別犯罪捜査本部-（2014年） - 小原茂樹
- 匿名探偵2（2014年） - 太田英慈
- 遺留捜査
  - 日曜エンタ・ドラマスペシャル（2014年） - 一条智徳
  - 第4シリーズ第4話「ちぎれたネックレスに謎⁉母の嘘を信じた男!!」（2017年） - 竹原総二郎
  - special（2019年） - 梶田正彦
- DOCTORS3 最強の名医 第8話・最終話（2015年） - 淵森尊之
- ドクターX〜外科医・大門未知子〜 第4期 第9話（2016年） - 鮫島治男
- 日曜ワイド / 人類学者・岬久美子の殺人鑑定 第7作（2017年） - 龍野祥一
- 特捜9（2018年） - 水上洋次郎

#### テレビ東京
- 江戸川乱歩シリーズ 明智小五郎  第3話「黄金仮面」・第11話「復讐鬼・黄金仮面」・第19話「呪いの黄金仮面」（1970年） - 黄金仮面
- プレイガール
  - 第88話「夕陽に消えた憎い奴」（1970年） - 白木（パリ警察秘密調査員）
  - 第213話「裸女は楽園へ帰れ」（1973年） - 財津
  - 第260話「劇画風・殺しの合図は銀の鈴」（1974年） - 銀の鈴
  - 第271話「浴槽の全裸死美人」（1974年） - 青井
- 大江戸捜査網 第72話「太陽に背いた男」（1972年） - 松平忠好
- ミラクルガール 第12話「女は銃と色気で勝負する」（1980年） - 東尾アキラ
- エコエコアザラク 第13話「二年前」 第23話「最後の晩餐」（1997年） - 黒井臣夫
- ゴジラアイランド（1997年 - 1998年） - 神宮寺餅介司令官 [4]
- ヴァンパイアホスト 夜型愛人専門店 第1話「吸血鬼連続殺人」（2004年） - 狩野亮輔
- 怨み屋本舗REBOOT 第3話「もう一人の復讐者（前編）」・第4話「もう一人の復讐者（後編）」（2009年） - 山岸聡
- たべるダケ 最終話「最後の晩餐」（2013年） - 葛城
- 警視庁ゼロ係〜生活安全課なんでも相談室〜（2016年） - 島本雅之
- ウルトラファイトオーブ 親子の力、おかりします!（2017年） - ウルトラマンジャックの声
- 山本周五郎時代劇 武士の魂（2017年） ‐ 本多政利
- 巨悪は眠らせない 特捜検事の標的（2017年10月4日） - 浅尾匡
- 最後の晩ごはん 第11話「師匠とハヤシライス」・第12話「ばんめし屋のオムレツライス」（2018年） ‐ 船倉和夫
- ヘッドハンター（2018年） ‐ 王子山社長
- 江戸前の旬 season2（2019年） - 坂本一光（仏師）
- ただ離婚してないだけ（2021年7月 - 9月） - 柿野利通[25]

#### WOWOW
- 本日は、お日柄もよく（2017年） ‐ 小早川順造
- 監査役野崎修平（2018年） - 沖田陽造

### その他のテレビ番組
- 大正週間漫画 ゲラゲラ45『こちら葛飾区亀有公園前派出所』（1979年、テレビ朝日） - 中川圭一  ※番組内のコント
- 幻のコレクション 100年前 夢の美術館（NHK総合、2017年11月23日） - ムッシュM（松方幸次郎） ※案内役

### 映画
- 酔いどれ博士（1966年、大映）
- 銀座100年（1967年、資生堂=宣映）
- わが命の唄 艶歌（1968年、日活） - 団次郎
- 喜劇 いじわる大障害（1971年、日活）
- 汚れた英雄（1982年、東映）
- だいじょうぶマイ・フレンド（1983年、東宝） - 白衣の男D
- スタア（1986年、ヘラルド・エース） - ジョージ・西尾
- 夏草の女たち（1987年、『夏草の女たち』上映実行委員会） - ジョー
- 行き止まりの挽歌 ブレイクアウト（1988年、シネ・ロッポニカ） - 福永
- ジ・ゴ・ロ アーバンナイトストーリー（1991年、ポニーキャニオン）
- ウルトラシリーズ
  - ウルトラマンゼアス2 超人大戦・光と闇（1997年、松竹） - ニュースキャスター
  - ウルトラマンメビウス&ウルトラ兄弟（2006年、松竹） - 郷秀樹
  - 大決戦!超ウルトラ8兄弟（2008年、松竹） - 郷秀樹
  - 大怪獣バトル ウルトラ銀河伝説 THE MOVIE（2009年、ワーナー・ブラザース） - ウルトラマンジャックの声
  - ウルトラマンゼロ THE MOVIE 超決戦!ベリアル銀河帝国（2010年、松竹） - ウルトラマンジャックの声
  - ウルトラマンサーガ（2012年、松竹） - 郷秀樹
- ビッグ・ショー! ハワイに唄えば（1999年、東宝東和）
- スイート・スイート・ゴースト（2000年、日活） - 謎の大男
- ROUND1（2003年、アスミック・エース） - 田島
- けっこう仮面SURPRISE（2004年、アートポート） - 豪レンジャー隊長
- ライフ・オン・ザ・ロングボード（2005年、オフィス・キタ） - 橋本専務
- ファンタスティポ（2005年、J-STORM） - ジャック
- スクラップ・ヘブン（2005年、シネカノン）
- ワースト☆コンタクト（2005年、ファインフィルムズ） - 臼井豪
- 青いうた〜のど自慢 青春編〜（2005年、シネカノン）
- バサラ人間（2008年、『バサラ人間』製作委員会） - 主演・アナニス・オナニス
- ラッシュライフ（2009年、東京芸術大学） - 戸田
- カムイ外伝（2009年、松竹） - 幸島の長 役
- 天使の恋（2009年、ギャガ・コミュニケーションズ）
- ほっぷ すてっぷ じゃんぷッ!（2009年、ティーエムシー） - 油戸蟇六博士
- 嘘々実実（2012年、ndjc2011事務局）
- 百日のセツナ 禁断の恋（2012年、アルゴ・ピクチャーズ）
- 謎解きはディナーのあとで（2013年、東宝）
- ストレイヤーズ・クロニクル（2015年、ワーナー・ブラザース） - リム・シェンヤン
- 棒の哀しみ（2016年、オールインエンタテインメント） - 大村
- ラストレシピ〜麒麟の舌の記憶〜（2017年、パイプライン） - 山下
- ニセコイ（2018年、東宝） - アーデルト・桐崎・ウォグナー
- 遊星王子2021（2021年、パル企画） - 遊星王

### オリジナルビデオ
- 月下の蘭（1991年、日活）
- けっこう仮面2（1992年、ジャパンホームビデオ） - バイオレンスチャック
- バカヤロー!V 天使たちのカタログ（1994年、バンダイビジュアル）
- 女囚処刑人マリア（1994年、キングレコード）
- DINO（1994年、マクザム）
- Zero WOMAN II 警視庁0課の女（1995年、マクザム）
- Zero WOMAN III 警視庁0課の女（1996年、マクザム）
- オークションされる女4（1999年、ミュージアム）
- 首領への道シリーズ（GPミュージアム） - 稲垣左近 
  - 首領への道19（2002年）
  - 首領への道20（2002年）
  - 首領への道 完結編（2005年）
- ウルトラマンメビウス外伝 ゴーストリバース（2009年、バンダイビジュアル） - ウルトラマンジャックの声
- 制覇20（2019年） - 錦城会会長 土倉竜邦

### インターネット配信
- マジすか学園5（2015年9月 - 11月、Hulu） - 藤原源氏
- テラフォーマーズ/新たなる希望（2016年4月、dTV） - 高峰正行
- ROAD TO EDEN（2017年10月 - 12月、フジテレビオンデマンド、2018年1月 - 、フジテレビ） - カブト

### 舞台
- マイ・シンデレラ（1969年、東京文化会館） - 王子
- 木馬座ロマン劇場 / 若草物語（1970年、読売ホール） - ローリー
- シンデレラ（1982年、パルコ劇場）
- ハムレット（1984年、日生劇場） - フォーティンブラス
- Good（1984年、サンシャイン劇場）
- ピアフ -生命、燃えつきて-（（1984年、地人会） - イヴ・モンタン
- 長崎十二景（1984年）
- 浮巣（1985年、東宝）
- 小公女セーラ（1986年、イマジンミュージカル） - ラルフ・クルー
- 女人哀詞（1987年・1995年・1996年、松竹） - ハリス
- ヴァージニア・ウルフなんか怖くない（1988年、パルコ劇場）
- フレンチカンカン（1988年、博品館劇場）
- スイート・チャリティー（1988年、俳優座） - ヴィダル
- ロミオとジュリエット（1988年、サンシャイン劇場）
- 鏡花 坂東玉三郎の世界（1988年、サンシャイン劇場）
- ローマを見た! ―天正の少年使節ものがたり―（1989年、東京グローブ座）
- 武蔵（1989年、新歌舞伎座） - 佐々木小次郎
- 佐渡島他吉の生涯（1990年、東宝）
- 私のあしながおじさん（1990年、イマジンミュージカル）
- ふるあめりかに袖はぬらさじ（1990年・1991年・1993年・2003年・2007年・2012年、松竹） - イルウス
- ジンギスカン（1991年、御園座）
- 蘆火野（1991年） - ブリュネ
- 愛の讃歌〜Piaf（1992年、シアターアプル）
- 孤愁の岸（1992年・1993年、東宝）
- 砂の上のサンバ（1993年、青山劇場） - ホセ
- 双頭の鷲（1994年、t.p.t／1997年、パルコ劇場） - 警視総監・フォエーン伯爵
- ザ・近松（1994年、ポイント東京）
- エリザベス（1995年、銀座セゾン劇場）
- ニノチカ（1995年・1998年、劇団NLT） - レオン・ダグール伯爵
- レイディ・イン・ザ・ダーク（1996年、アートスフィア） - ケンダル・ネズミット
- 王様と私（1996年、東宝） - 大臣
- Good-bye, チャーリー（1997年・2000年、アートスフィア）
- ロミオとジュリエット（1998年、ホリプロ）
- 花迷宮（1998年、東宝） - 栄三
- 椿姫（1998年、パルコ劇場）
- 喜劇四幕 マカロニ金融（2000年、アートスフィア） - レオン・ダグール伯爵
- 絹（2001年、三都企画）
- 魔法使いサリー（2001年、劇団スターキャスト） - ゴールド魔将軍
- 昨日までのベッド（2001年・2004年、地人会） - フレッド
- ブロンドに首ったけ（2002年、パルコ劇場）
- 殺陣師段平（2003年、新歌舞伎座）
- 遠山の金さん（2003年、新歌舞伎座）
- マウストラップ（2003年、三百人劇場） - パラビチーニ
- サロメ〜月は赤らみて血の如く!（2003年、アートスフィア）
- マリー・アントワネット（2004年・2006年、松竹） - カリオストロ伯爵
- ボーイズ・フロム・オズ（2005年・2006年・2008年、フジテレビ） - ディー・アンソニー、ディック・ウールノー （二役）
- 二人のカレンダー（2005年、パルコ劇場） - ロディオン
- ミュージカル ピッピ（2006年、R.U.P.） - ピッピの父（船長） ※安岡力也の病気降板に代わり出演
- ハウ・トゥー・サクシード（2007年、東京芸術劇場） - マリオン・ウールナフ
- ヴェニスの商人（2007年、ホリプロ） - ヴェニスの公爵
- ウルトラマンプレミアステージ2（2008年、中日劇場） - ウルトラマンジャック（声）
- ストーン夫人のローマの春（2009年、る・ひまわり） - ミスター・ストーン
- ベッドルーム・ファンタジー（2009年、パルコ劇場） - グリフィン氏
- スリーベルズ〜聖夜に起こった3つのふしぎな事件〜（2010年、パルコ劇場）
- ウエスタンモード（2010年、*panish*）
- 想い出のカルテット 〜もう一度唄わせて〜（2011年・2017年、パルコ劇場） - レジナルド・パジェット（レジー）
- ヴォイツェク（2013年、赤坂ACTシアター）
- ルーマーズ（2014年、EXシアター）
- レティスとラベッジ（2016年、EXシアター） - 弁護士
- ROMALE ～ロマを生き抜いた女 カルメン～（2018年、東京芸術劇場プレイハウス、梅田芸術劇場シアター・ドラマシティ） - 老人

### ゲーム
- 街 〜運命の交差点〜（1998年） - デューク浜地

### ラジオドラマ
- サブライム（2005年） - 水連坊 / 岡田
- 青春アドベンチャー / ラジオ・キラー（2008年）

### CM
- 資生堂 MG5[注釈 2]
- 大三紳士服
- au
  - ダブル定額ライト『お得な情報篇』 - 仲間由紀恵、こばやしあきこと共演
  - ダブル定額ライト『愛用者篇』 - 仲間由紀恵、こばやしあきこ、藤田正則、井田篤と共演
- 麒麟麦酒21世紀ビール - 歴代ウルトラ戦士を演じた黒部進、森次晃嗣、篠田三郎と共演
- AiDEM バイト戦士訓練はじまる篇

### 玩具
- ウルトラレプリカ メビウスブレス -ULTRA BROTHERS EDITION-（2024年3月）

### その他
- 東映怪人怪獣大百科 ロボット篇（東映ビデオ） - 青井博士（ナレーション）
- 帰ってきた団時朗と仲間たち〜君にも見えるウルトラの配信(ツイキャスプレミアム特別生配信) - 主催

## 音楽
シングル
| 題名                       | B/W・C/W               | 発売年 | レーベル       | 備考 |
| バラの恋                   | ひとつぶの涙           | 1968年 | クラウン       | 日活映画『わが命の唄 艶歌』主題歌 |
| ラストまで                 | ポート神戸に夜がふける | 1968年 | クラウン       | |
| 渚のバラード               | バラをあげよう         | 1969年 | クラウン       | |
| 甘い予感                   | 霧の中の孤独           | 1970年 | 日本コロムビア | 『特別機動捜査隊』第435話「一郎とマリ」劇中歌 |
| 男には黙っていたい時がある | 荒野を歩く男           | 1970年 | 日本コロムビア | |
| 帰ってきたウルトラマン     | MATチームの歌          | 1971年 | 日本コロムビア | 主題歌・挿入歌。ウルトラシリーズで初めて主役が歌った。 |
| 8ちゃんのえかき唄          | おさえきれない好奇心!  | 1982年 | 日本コロムビア | 『ロボット8ちゃん』後期EDテーマ。 |
| 勇者よいそげ!!             | この道わが旅           | 1991年 | 日本コロムビア | 『DRAGON QUEST -ダイの大冒険-』主題歌。すぎやまこういちとの20年ぶりのタッグを組んだ作品。同収録の『この道わが旅』は、『ドラゴンクエストII 悪霊の神々』のエンディングテーマに詩をつけたもの。 |
| ウルトラマンメビウス       |                        | 2006年 | 日本コロムビア | 『ウルトラマンメビウス』主題歌。Project DMM with ウルトラ防衛隊の一員として。 |